# Corridoio plurimodale Padano
Il corridoio plurimodale Padano rappresenta la spina dorsale dell'Italia continentale, in quanto si estende in direzione est-ovest lungo l'intera lunghezza della pianura Padana, dalla quale prende il nome. Il corridoio in questione è di rilevanza europea, infatti l'intero tratto autostradale dell'A4 Serenissima rientra interamente nel ben più grande corridoio Mediterraneo e parzialmente in quello Baltico-Adriatico nel Triveneto del progetto dei corridoi transeuropei TEN-T.

## Percorso
Il percorso del corridoio comincia da Torino in Piemonte, transita per la Lombardia e termina in Friuli-Venezia Giulia nel suo asse superiore, in Veneto in quello mediano ed in Emilia-Romagna in quello inferiore.
La sua maggiore ramificazione verso oriente deriva dalla natura della pianura Padana stessa, che è una pianura alluvionale, quindi si espande verso la sua foce, ossia il mare Adriatico.
La prima suddivisione del corridoio avvenne proprio dalle storiche strade statali SS9 Via Emilia SS 10 Padana Inferiore, SS 11 Padana Superiore, SS 14 della Venezia Giulia, oggi declassate a provinciali e regionali e sostituite da autostrade, rispettivamente la A4 per la SS 11 e SS 14, la A14 per la SS9 e la A21 per la SS 10 (escludendo Mantova).
Il corridoio Medio-Padano è tutt'oggi sprovvisto di una infrastruttura autostradale sebbene esistano da decenni dei progetti regionali come l'autostrada Cremona-Mantova, l'autostrada Medio Padana Veneta (Nogara-Mare) e la parzialmente realizzata variante a scorrimento veloce (cat. B) della SR 10, la strada regionale 10var Padana Inferiore.
Per quanto riguarda il corridoio inferiore è diventata ormai realtà anche l'autostrada regionale Cispadana che collegherà l'Autobrennero al raccordo autostradale 8 di Ferrara, con eventuale prolungamento verso Parma.
| Corridoio Plurimodale Padano | Corridoio Plurimodale Padano | Corridoio Plurimodale Padano | Corridoio Plurimodale Padano | Corridoio Plurimodale Padano | Corridoio Plurimodale Padano | Corridoio Plurimodale Padano | Corridoio Plurimodale Padano | Corridoio Plurimodale Padano | Corridoio Plurimodale Padano |
| ---------------------------- | ---------------------------- | ---------------------------- | ---------------------------- | ---------------------------- | ---------------------------- | ---------------------------- | ---------------------------- | ---------------------------- | ---------------------------- |
| Padano Superiore             |                              |                              |                              |                              |                              |                              |                              |                              |                              |
|                              |                              |                              |                              |                              |                              |                              |                              |                              |                              |
| Medio Padano                 |                              |                              |                              |                              |                              |                              |                              |                              |                              |
|                              |                              |                              |                              |                              |                              |                              |                              |                              |                              |
| Padano Inferiore             |                              |                              |                              |                              | Cispadana                    | Cispadana                    | Cispadana                    |                              |                              |
| Padano Inferiore             |                              | per Ravenna                  |                              |                              |                              |                              |                              |                              |                              |

## Corridoio plurimodale Padano Superiore
Con corridoio Padano Superiore si identifica la parte superiore della pianura Padana, oggi servita principalmente dall'autostrada Serenissima (A4), che di fatto è l'arteria autostradale più trafficata d'Italia.
Il suo percorso di viabilità prevalentemente ordinaria, è quello dalla ex strada statale 11 Padana Superiore, attualmente declassata a strada provinciale in Piemonte e Lombardia e regionale in Veneto, oltre alla strada statale 14 della Venezia Giulia che collega Venezia a Trieste.

### Asse medio-padano lombardo
Con corridoio Medio Padano Lombardo si identifica l'area tra Milano, Bergamo e Brescia, oggi servita dalla autostrada A35 denominata dalla fusione del nome delle provincie BreBeMi. Essa collega i comuni di Melzo, Cassano d'Adda, Treviglio, Caravaggio, Romano Lombardo, Chiari e Travagliato.

### Asse pedemontano veneto-friulano
Con corridoio pedemontano veneto-friulano si identifica la parte superiore della pianura veneta-friulana, oggi servita dalla superstrada a pedaggio Pedemontana Veneta (in corso di completamento), dal tratto di Autostrada d'Alemagna da Spresiano a Conegliano ed infine dall'autostrada A28. Essa collega Montecchio Maggiore, Arzignano, Malo, Thiene, Marostica, Bassano del Grappa, Montebelluna, Volpago del Montello, Spresiano, Conegliano, Sacile, Pordenone, Fiume Veneto e Portogruaro.
È in fase di studio un collegamento tra Pordenone ed Udine, la cosiddetta Autostrada Cimpello-Gemona, già realizzata parzialmente fino a Spilimbergo e denominata strada regionale 177, che rientrerebbe de facto nell'asse pedemontano friulano.

### Raccordo Villesse-Gorizia
Con raccordo Villesse-Gorizia si identifica l'attuale autostrada A34, che collega il capoluogo provinciale all'Autostrada Serenissima tra Palmanova e Monfalcone.
| Corridoio plurimodale Padano Superiore | Corridoio plurimodale Padano Superiore | Corridoio plurimodale Padano Superiore | Corridoio plurimodale Padano Superiore | Corridoio plurimodale Padano Superiore | Corridoio plurimodale Padano Superiore | Corridoio plurimodale Padano Superiore | Corridoio plurimodale Padano Superiore |
| Corridoio principale                   | Corridoio principale                   | Corridoio principale                   | Corridoio principale                   | Corridoi secondari                     | Corridoi secondari                     | Corridoi secondari                     | Corridoi secondari                     |
| -------------------------------------- | -------------------------------------- | -------------------------------------- | -------------------------------------- | -------------------------------------- | -------------------------------------- | -------------------------------------- | -------------------------------------- |
|                                        | Torino                                 | Novara                                 | Milano                                 | Medio-padano lombardo                  | Medio-padano lombardo                  | Medio-padano lombardo                  | Medio-padano lombardo                  |
|                                        | Milano                                 | Bergamo                                | Brescia                                |                                        | Milano                                 | Treviglio                              | Brescia                                |
|                                        | Brescia                                | Verona                                 | Vicenza                                | Pedemontano veneto-friulano            | Pedemontano veneto-friulano            | Pedemontano veneto-friulano            | Pedemontano veneto-friulano            |
|                                        | Vicenza                                | Padova                                 | Portogruaro                            |                                        | Vicenza                                | Bassano                                | Spresiano                              |
| Venezia                                | Vicenza                                |                                        | Portogruaro                            | Spresiano                              | /                                      | Conegliano                             |                                        |
| Treviso                                | Vicenza                                |                                        | Portogruaro                            | Conegliano                             | Pordenone                              | Portogruaro                            |                                        |
|                                        | Portogruaro                            | Palmanova                              | Monfalcone                             | per Gorizia                            | per Gorizia                            | per Gorizia                            | per Gorizia                            |
|                                        | Monfalcone                             | Opicina                                | Trieste                                |                                        | Villesse                               | Gradisca                               | Gorizia                                |

## Corridoio plurimodale Medio-Padano
Con corridoio Medio-Padano si identifica la parte mediana della pianura padano-veneta, oggi non è servita da alcuna infrastruttura autostradale (CAT. A), a parte il piccolissimo tratto tra Piacenza e Cremona, anche se ci sono delle proposte di livello regionale come quella lombarda dell'autostrada regionale Cremona-Mantova e quella dell'autostrada regionale Medio Padana Veneta. Attualmente l'infrastruttura che collega Cremona a Mantova si tratta della vecchia ex SS 10 che è stata messa in sicurezza almeno fino alla località di Piadena, dove, dopo la tangenziale torna a transitare per i centri abitati in direzione Mantova dove varcherà il confine regionale, diventando appunto una strada regionale gestita da Veneto Strade.

### Asse medio-padano veneto
Con asse medio-padano veneto si identifica prevalentemente il territorio del Polesine, ossia il territorio sopra al fiume Po, ma anche la bassa padovana e veronese. Anche questi territori non sono serviti da un'autostrada, sebbene esista da decenni la superstrada SS434 Transpolesana. Come già trattato, esiste il progetto di un'autostrada che partendo dall'A22 dovrebbe percorrere tutto il territorio polesano collegandosi con l'A31, l'A13 e l'anch'essa in progetto (già approvato dal CIPE) autostrada Nuova Romea (E55).
Seguendo sempre il percorso storico, essa prosegue fino a Legnago dove si biforca in due assi, quello superiore termina a Monselice, la destinazione storica della SS10, mentre quello inferiore prosegue verso il capoluogo provinciale di Rovigo tramite la SS434 Transpolesana con eventuale prolungamento verso Adria.

#### Asse superiore
L'asse superiore medio-padano veneto è attualmente servito dalla storica ex SS10 fino ad Este, dove esiste una variante che bypassa il suo centro storico insieme a quello di Monselice. Questa variante, la SR 10 var, appartiene ad un progetto regionale che non è mai stato compiuto e che doveva giungere fino a Legnago, dovrebbe comunque ripartire con la costruzione a stralci nel prossimo futuro.

##### Asse inferiore
L'asse inferiore medio-padano veneto è attualmente servito dalla superstrada SS434 Transpolesana, tuttavia il progetto dell'autostrada regionale Medio Padana Veneta consiste nel ricategorizzare la infrastruttura da categoria B ad A precisamente da Legnago a Rovigo dove verrà prolungata verso Adria.
| Corridoio Medio Padano superiore | Corridoio Medio Padano superiore | Corridoio Medio Padano superiore | Corridoio Medio Padano superiore | Corridoio Medio Padano inferiore | Corridoio Medio Padano inferiore | Corridoio Medio Padano inferiore | Corridoio Medio Padano inferiore |
| -------------------------------- | -------------------------------- | -------------------------------- | -------------------------------- | -------------------------------- | -------------------------------- | -------------------------------- | -------------------------------- |
|                                  | Piacenza                         | /                                | Cremona                          |                                  |                                  |                                  |                                  |
|                                  | Cremona                          | Piadena                          | Mantova                          |                                  |                                  |                                  |                                  |
|                                  | Mantova                          | Nogara                           | Legnago                          |                                  | Legnago                          | Badia Polesine                   | Rovigo                           |
|                                  | Legnago                          | Este                             | Monselice                        |                                  | Rovigo                           | Adria                            | Porto Viro                       |
|                                  | Monselice                        | Conselve                         | Chioggia                         |                                  |                                  |                                  |                                  |

## Corridoio plurimodale Padano Inferiore
Con corridoio Padano Inferiore si identifica la parte inferiore della pianura Padana, oggi è servita da più autostrade, la prima, l'Autostrada dei Vini (A21) segue il percorso storico della ex SS10 fermandosi a Piacenza, dove prosegue per l'Autostrada del Sole (A1) fino a Bologna e con l'Autostrada Adriatica (A14) fino a Rimini seguendo il percorso della storica SS9 Via Emilia. La città di Ravenna è raggiungibile con la propria diramazione autostradale.
Il suo percorso di viabilità prevalentemente ordinaria, è quello dalla ex strada statale 10 Padana Superiore,che come la superiore è attualmente declassata a strada provinciale in Piemonte e Lombardia e regionale in Veneto e quello della strada statale 9 Via Emilia.
| Corridoio Padano Inferiore | Corridoio Padano Inferiore | Corridoio Padano Inferiore | Corridoio Padano Inferiore | Corridoio Padano Inferiore | Corridoio Padano Inferiore | Corridoio Padano Inferiore |
| -------------------------- | -------------------------- | -------------------------- | -------------------------- | -------------------------- | -------------------------- | -------------------------- |
|                            | Torino                     | Asti                       | Alessandria                | Piacenza                   |                            |                            |
|                            | Piacenza                   | Parma                      | Modena                     | Bologna                    |                            |                            |
|                            | Bologna                    | Forlì                      | Cesena                     | Rimini                     |                            | Ravenna                    |

### Corridoio Cispadano
Con corridoio Cispadano si identifica la parte inferiore al corso del fiume Po nella Pianura Padana, oggi è parzialmente servito dal raccordo autostradale 8, in provincia di Ferrara, che collega l'omonimo capoluogo con le valli di Comacchio. Il progetto definitivo dell'autostrada regionale Cispadana, che sarà a carico della regione Emilia-Romagna stessa, allaccerà l'attuale raccordo autostradale all'Autobrennero passando per la provincia di Modena, collegando Finale Emilia, San Felice sul Panaro, Mirandola, e Novi di Modena.
| Corridoio Cispadano | Corridoio Cispadano | Corridoio Cispadano | Corridoio Cispadano |
| ------------------- | ------------------- | ------------------- | ------------------- |
|                     | Parma               | Guastalla           | Reggiolo            |
|                     | Reggiolo            | /                   | Novi di Modena      |
|                     | Novi di Modena      | Mirandola           | Ferrara             |
|                     | Ferrara             | Comacchio           | Porto Garibaldi     |